# Joan II de Lorena
Joan II de Lorena fou un noble francès (Toul 1427 - Barcelona 1470) duc de Lorena (1453-1470), príncep de Girona (1466-1470) i duc de Calàbria (1434-1470).
Era fill de Renat I d'Anjou i d'Isabel de Lorena. En ser nomenat el seu pare rei de Nàpols, ell obtingué el títol de duc de Calàbria. Amenaçada per Alfons el Magnànim, el dux de Gènova el maig de 1458 va cedir la República als francesos, convertint-lo en el ducat de Gènova sota el control de Joan II de Lorena. La mort d'Alfons el Magnànim el 27 de juny del 1458 obligà a suspendre les operacions navals i a retirar-se, i Gènova estigué sota control francès fins al març de 1461.
El 1466, Renat fou declarat rei dels catalans en el context de la guerra contra Joan II i Joan II de Lorena entrà com a lloctinent seu a Barcelona el 31 d'agost de 1467, i va trigar a reunir l'exèrcit amb què actuaria a Catalunya, així que Joan el Sense Fe va intentar aprofitar per ocupar l'Empordà per impedir l'avenç de l'exèrcit angeví cap a Barcelona un cop creués els Pirineus, i per això calia prendre la fortalesa de Roses, de manera que a finals de setembre de 1466 l'exèrcit reial, al comandament de la reina Joana Enríquez s'hi va dirigir des de Manresa, passant per Olot, Besalú i Banyoles i el 22 d'octubre va començar l'assalt, però Roses va resistir i aquest fracàs va possibilitar l'avenç de l'exèrcit angeví, del que l'avançada va entrar al Principat el gener de 1467 i va arribar a Barcelona a mitjans de febrer després de prendre Castelló d'Empúries l'1 de febrer. Els angevins van ser aclamat pels seus desmoralitzats habitants, que en aquells moments patien greus penúries econòmiques. A mitjan abril va creuar els Pirineus el gruix de l'exèrcit angeví amb Joan II de Lorena al capdavant, i a qui Lluís XI feia poc que havia renovat la promesa de suport. Tot i això, no es va dirigir directament a Barcelona, sinó que abans va intentar prendre Girona, el principal nucli realista al nord de Catalunya. A mitjan agost va haver de desistir del setge emprès el 7 de juliol després d´haver-se apoderat de la major part de l'Alt Empordà davant l'anunci de l'arribada d´un exèrcit realista d´auxili al comandament del joveníssim príncep Ferran. Per por de veure's atrapat entre dos focs, va aixecar el campament i el 3 de setembre va entrar a Barcelona.
La retirada de Joan d'Anjou de les comarques gironines va permetre una contraofensiva realista comandada pel príncep Ferran, que es va apoderar de diverses places de l'Alt Empordà. En el seu suport va salpar Joan el Sense Fe des de Tarragona al capdavant d'una flota que va desembarcar a Sant Martí d'Empúries el 2 d'octubre i va entrar a Girona el 27, però el 21 de novembre un comboi que sortí de Figueres dirigit per Joan Ramon Folc IV de Cardona és derrotat a Viladamat amb les seves tropes reialistes. La derrota obligà el rei Joan el Sense Fe i el seu hereu a refugiar-se a l'estol reial i a tornar a Tarragona per dirigir-se a Cervera. Per a Joan el Sense Fe i el príncep la derrota de Viladamat va ser la fi de les seves esperances d'aconseguir una victòria ràpida a la guerra i mentre Joan d'Anjou reforçava la seva autoritat davant les institucions catalanes i va reduir considerablement la intranquil·litat a la ciutat a causa de la crisi econòmica i financera. A mitjan desembre de 1467 el mateix Joan d'Anjou va partir per a l'Empordà per completar la victòria de Viladamat assetjant el castell de Sant Martí d'Empuries, que va acabar rendint-se quatre mesos després, el 15 d'abril de 1468, i poc després el castell de Begur. Poc després, a mitjans de juny, Joan d'Anjou va creuar els Pirineus per reclutar un exèrcit de reforç que li permetés apoderar-se de Girona, l'últim bastió realista a la zona, defensat per Alfons d'Aragó, qui el 23 de maig de 1468 vencé l'host del comte de Vaudemont, que avançava cap a Sant Joan de les Abadesses, i una host comandada per Ramon de Espés va prendre a l'assalt la vila de Berga el 12 de setembre de 1468. Davant la previsible represa de l'ofensiva de Joan d'Anjou la primavera de l'any següent, Joan el Sense Fe va convocar Corts Generals a Monsó per demanar els fons necessaris per continuar la guerra i va tenir poques dificultats per obtenir importants donatius. I al mateix temps va reactivar la seva aliança amb Eduard IV d'Anglaterra, signada simultàniament a Saragossa i Londres el 20 d'octubre del 1468, i amb Carles el Temerari de Borgonya el 22 de febrer del 1469 per constituir una «gran aliança occidental» i aïllar Lluís XI de França, el seu gran enemic i suport dels Anjou a Catalunya.
A Joan el Sense Fe no li quedava més opció que buscar suports a la Corona de Castella, on el 19 de setembre de 1468 s'acabava de proclamar Isabel de Castella com a Princesa d'Astúries i hereva de la Corona de Castella pel Tractat dels Toros de Guisando en detriment de Joana la Beltraneja. Joan va enviar a Castella uns ambaixadors que van entaular negociacions amb el bàndol aristocràtic partidari de la princesa Isabel per concertar-ne el matrimoni amb el príncep Ferran, des del 10 de juny rei de Sicília en haver-li cedit el seu pare la corona en contra de la pretensió d'Enric IV de Castella de casar-la amb Alfons V de Portugal. Les negociacions van fructificar i el 5 de març de 1469 es van signar les capitulacions de Cervera en què es van establir unes dures condicions per al príncep Ferran, que va quedar supeditat a la seva dona i al bàndol nobiliari que la recolzava i que el seu pare no va tenir més remei que acceptar perquè necessitava desesperadament l'ajuda de la Corona de Castella. El casament es va celebrar a Valladolid el 18 d'octubre després que, gràcies a l'ajuda de l'arquebisbe de Toledo i de l'almirall de Castella, la princesa Isabel s'escapolís d'Ocaña on estava retinguda pel seu germà i que el príncep Ferran travessés la frontera castellana disfressat de traginer per evitar ser reconegut i caure en mans dels partidaris del rei Enric IV.
L'abril del 1469, al mes següent de la signatura de les capitulacions de Cervera, el poderós exèrcit que Joan d'Anjou havia reunit al Rosselló va avançar cap a Girona i va establir el seu camp a Castelló d'Empúries, però els angevins no van haver de prendre la ciutat, perquè aquesta es va lliurar sense lluitar l'1 de juny de 1469 a causa de la defecció de la majoria dels seus defensors, entre els quals hi havia el bisbe Joan Margarit, que es van imposar als que volien resistir el setge. En els mesos següents van caure altres localitats de l'interior com Camprodon, Olot, Sant Joan de les Abadesses i Besalú i per aquestes mateixes dates el sometent de Barcelona va prendre el castell d'Eramprunyà a la comarca del Penedès. Tot i això, l'ofensiva es va aturar a finals de 1469 perquè Joan d'Anjou va marxar a Provença per obtenir els diners que necessitava i per la falta de col·laboració de Lluís XI, ocupat a sufocar l'alçament del comte Joan V d'Armanyac.
A principis d'agost del 1470, Joan d'Anjou va tornar a Barcelona i va caure malalt, on va morir pocs mesos després, el 16 de desembre de 1470. Les autoritats barcelonines li van rendir un sentit homenatge i va ser substituït a la lloctinença de Catalunya per un fill natural seu, Joan de Calàbria, que no va arribar a Barcelona fins al 12 de juny de 1471 i amb qui comença l'etapa final marcada pels desastres per als antijoanistes, la defecció d'importants personatges, la manca de recursos per l'empobriment general i l'aïllament internacional.